# Rancune
Pour les articles homonymes, voir Rancune (homonymie).
La rancune est une émotion, parfois forte et vive, ressentie à l'égard d'un ou plusieurs individus pour une ou plusieurs raisons particulières. Elle est provoquée par un désir stabilisé de vengeance et survient lorsqu'une émotion négative telle que la jalousie, la tristesse, la colère, la peur est ressentie. La rancune survient également lorsqu'un individu n'admet pas ce qui lui a été infligé, cela peut être une souffrance émotionnelle ou physique aussi bien dans les relations sociales qu'interactives. Une rancune peut impliquer quelques complexes de santé comme notamment l'anxiété, une faible estimation de soi et la nervosité. Elle peut avoir un impact psychologique selon son intensité et peut souvent mener à des troubles de la personnalité comme notamment une dépression clinique ou une paranoïa. La rancune peut également alimenter des mauvaises relations sociales.
Michelle Larivey distingue la rancune, cette animosité durable et le ressentiment (ou encore rancœur), « qui contient en plus de la tristesse, même si elle est parfois peu apparente, car la colère lui sert de paravent ». Tandis que la rancune s'appuie en général sur un préjudice, le ressentiment provient d’un fait vécu comme une véritable injustice ou une profonde désillusion.
D'après certaines recherches faites par des psychologues, la rancune peut, à la place d'aider à avancer dans la vie, faire douter un individu sur une situation précédemment vécue et le rendre incertain et malheureux.

## Histoire
D'après l'ouvrage de Michael Price intitulé Revenge and the people who seek it, historiquement, il existe deux écoles concernant la vengeance celle de l'Ancien Testament, dans l'Exode 21:23, qui avance que « s'il arrive malheur, tu donneras vie pour vie, œil pour œil, dent pour dent, main pour main, pied pour pied » pour punir toute offense mais aussi celle de Martin Luther King Jr. par exemple pour qui  « l'ancienne loi du talion « œil pour œil... » rend tout le monde aveugle ».
Le sociologue Ian McKee, de l'Université d'Adélaïde en Australie, étudie ce qui fait qu'un individu préfère chercher à se venger plutôt qu'à laisser passer. En mai 2008, il publie un article dans Social Justice Research (Vol. 138, No. 2) liant les tendances rancunières primaires avec deux attitudes sociales  : autoritarisme de droite et dominance sociale, et les valeurs motivantes qui y sont liés. Il rédige que « les individus qui sont rancuniers tendent à être ceux qui sont motivés par le pouvoir, l'autorité et le statut. Ils ne veulent pas perdre la face ».

## Dans la Bible
La rancune est condamnée dans la Bible, Elle est évoquée dans 12 versets, notamment :
Dans le Livre de l'Ecclésiastique :
- Au chapitre 10, verset 6

« Ne garde pas rancune au prochain, quels que soient ses torts, et ne fais rien dans un mouvement de violence. »
- Au chapitre 27, verset 30 :

« Rancune et colère, voilà des choses abominables où le pécheur est passé maître. »
- Au chapitre 28 :

Verset 5 : « Lui qui est un pauvre mortel, il garde rancune ; qui donc lui pardonnera ses péchés ? »
Verset 7 : « Pense aux commandements et ne garde pas de rancune envers le prochain, pense à l’Alliance du Très-Haut et sois indulgent pour qui ne sait pas. »
- Au chapitre 40, verset 55 « ce n’est que colère, jalousie, trouble, agitation, crainte de la mort, rancune et discorde. Et quand on prend du repos sur son lit, le sommeil de la nuit perturbe les idées : ».

Dans le Nouveau Testament, dans la première épître de saint Paul aux Corinthiens, chapitre 13, verset 5 :
« il (l'amour) ne fait rien d’inconvenant ; il ne cherche pas son intérêt ; il ne s’emporte pas ; il n’entretient pas de rancune. »